# Ingrid Ritt
Ingrid Ritt ist eine deutsche Verbandsfunktionärin.

## Werdegang
Ritt ist als Bankkauffrau tätig. Sie war über mehrere Jahre Mitglied im Elternbeirat der Grund- und Hauptschule Ittling. Dort gründete sie 2003 einen Förderverein für die Nachmittagsbetreuung und ist ehrenamtliche Arbeitgeberin für fünf Hortmitarbeiter. Später wurde sie Vorsitzende des Elternbeirats der Jakob-Sandtner-Realschule. 2006 wurde sie zur Vorsitzenden des Landeselternverbandes Bayerischer Realschulen (LEV-RS) gewählt.

## Ehrungen
Für ihre Verdienste um die Gesellschaft und vor allem um die Eltern und ihre Kinder an bayerischen Schulen bekam sie im Dezember 2012 das Verdienstkreuz am Bande der Bundesrepublik Deutschland verliehen.